# Amazing Grace
Amazing Grace (Englisch für Erstaunliche Gnade) ist ein englischsprachiges geistliches Lied, das zu den beliebtesten Kirchenliedern der Welt zählt. 1972 kam es in einer Version der Royal Scots Dragoon Guards an die Spitze der britischen Charts.

Amazing Grace nach Southern Harmony, 1835 (Hauptmelodie in der Mittelstimme)

## Entstehungsgeschichte
Amazing Grace verdankt seine Entstehung einem Schlüsselerlebnis seines Autors John Newton, der Kapitän eines Sklavenschiffs war. Nachdem er am 10. Mai 1748 in schwere Seenot geraten und nach Anrufung Gottes gerettet worden war, behandelte er zunächst die Sklaven menschlicher. Nach einigen Jahren gab er seinen ersten Beruf ganz auf, wurde stattdessen Geistlicher und trat gemeinsam mit William Wilberforce für die Bekämpfung der Sklaverei ein.

## Melodie
Die heute weltweit bekannte Melodie, die sogenannte New Britain, tauchte erstmals in einem Gesangbuch von 1831, dem Virginia Harmony, auf. Sie ist pentatonisch und soll ursprünglich auf US-amerikanische oder britische Wurzeln zurückgehen, wird aber auch James P. Carrell und David S. Clayton zugeschrieben. Der ursprünglich zur Melodie gesungene Originaltext ist heute verloren. Der heute üblicherweise gesungene Text von John Newton wird gelegentlich auch mit einer anderen Melodie gesungen, der 1958 in Kentucky entstandenen Old Regular Baptist.
In ihrer Nachwirkung besonders bedeutsam ist die Harmonisierung, wie sie im Gesangbuch Southern Harmony von 1835 geboten wird. Die für dieses Hymnenbuch charakteristische Setzweise, in der die Hauptmelodie in der Mittelstimme liegt und von jeweils einer darüber bzw. darunter liegenden, leiser gesungenen Stimme begleitet wird, findet sich bis heute in US-amerikanischer Musik für Vokaltrios und wurde besonders bekannt durch den Stil der Andrews Sisters.

## Text
In dem erstmals 1779 in den Olney-Hymnen veröffentlichten Text erzählt John Newton von seiner Bekehrung zum Christentum. Er lehnt sich lose an mehrere Bibelstellen an, genannt werden unter anderem die Beschreibung von Gottes Gnade in Eph 2,8  und die Heilung des Blinden nach Joh 9,25 .
| Original | Übersetzung |
| --- | --- |

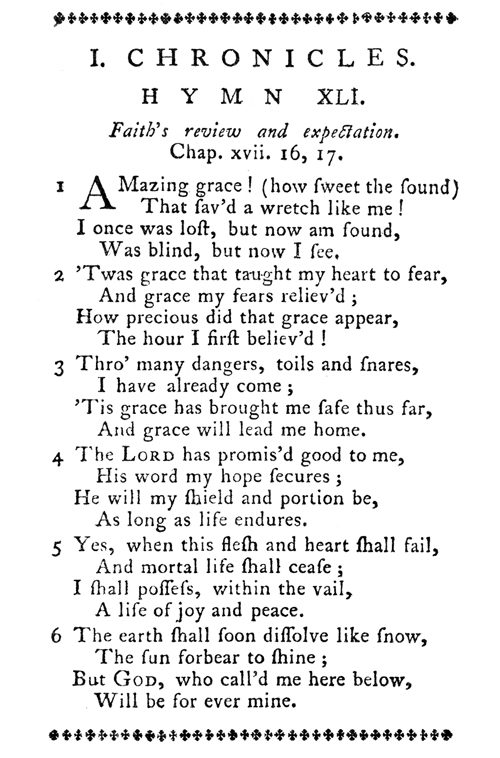
Erstdruck 1779

| Amazing grace, how sweet the sound, That saved a wretch like me! I once was lost, but now am found, Was blind, but now I see. ’Twas grace that taught my heart to fear, And grace my fears relieved; How precious did that grace appear, The hour I first believed! Through many dangers, toils and snares, I have already come; ’Twas grace that brought me safe thus far,— And grace will lead me home. The Lord has promised good to me, His word my hope secures; He will my shield and portion be, As long as life endures. Yes, when this flesh and heart shall fail, And mortal life shall cease; I shall possess, within the veil, A life of joy and peace. The earth shall soon dissolve like snow, The sun forbear to shine; But God, who call’d me here below, Will be forever mine. | Erstaunliche Gnade, wie süß der Klang, Die einen armen Sünder wie mich errettete! Ich war einst verloren, aber nun bin ich gefunden, War blind, aber nun sehe ich. Es war Gnade, die mein Herz Furcht lehrte, Und Gnade löste meine Ängste; Wie kostbar erschien diese Gnade In der Stunde, als ich erstmals glaubte! Durch viele Gefahren, Mühen und Fallen Bin ich bereits gekommen; Es ist Gnade, die mich sicher so weit brachte, Und Gnade wird mich heim geleiten. Der Herr hat mir Gutes versprochen, Sein Wort macht meine Hoffnung sicher; Er wird mein Schild und Teil sein, Solange das Leben währt. Ja, wenn dieses Fleisch und Herz versagen Und das sterbliche Leben vergeht, Werd’ ich hinter dem Schleier führen Ein Leben voll Freude und Frieden. Die Erde wird sich bald auflösen wie Schnee, Die Sonne aufhören zu scheinen; Doch Gott, der mich hier unten rief, Wird ewig mein sein. |
Einige Versionen des Liedes beinhalten eine zusätzliche Strophe:
| When we’ve been there ten thousand years,— Bright shining as the sun, We’ve no less days to sing God’s praise Than when we’d first begun. | Wenn wir zehntausend Jahre dort gewesen, Hell scheinend wie die Sonne, Haben wir keinen Tag weniger Gottes Lob zu singen, Als da wir angefangen haben. |
Diese Strophe stammt nicht von Newton, sondern wurde aus dem Roman Onkel Toms Hütte von Harriet Beecher Stowe entnommen. Der Protagonist Onkel Tom kombiniert dort die Strophen verschiedener Lieder. Diejenigen, die den Liedtext aus diesem Buch entnommen haben, gingen davon aus, dass die Strophe zum vollständigen Text dazugehört.
Einige Versionen enthalten auch folgende Strophe:
| Shall I be wafted through the skies, on flowery beds of ease, where others strive to win the prize,— and sail through bloody seas. | Soll ich in den Himmel geweht werden Auf blumigen Betten der Erleichterung, Wo andere kämpfen, um den Preis zu gewinnen Und durch blutige Meere segeln. |
Diese wurde durch Pete Seeger und Arlo Guthrie in ihre Version des Liedes eingefügt. Sie gehört eigentlich zu dem Lied Am I a Soldier of the Cross? von Isaac Watts.
Zu dem Lied gibt es auch eine deutsche Nachdichtung mit dem Anfang (Titel) Oh Gnade Gottes, Wunderbar.

## Wirkungsgeschichte
Große Popularität genoss Amazing Grace bei beiden Parteien des Amerikanischen Bürgerkriegs sowie bei den Indianern Nordamerikas. Den Cherokee gilt es als inoffizielle Nationalhymne, haben sie doch während des berüchtigten Pfades der Tränen 1838 ihre Toten häufig aus Zeitmangel ohne große Zeremonie, sondern nur unter Absingen von Amazing Grace beerdigt. 
Das Lied wird auch heute noch häufig auf Beerdigungen oder Gedenkveranstaltungen gespielt und gesungen, so etwa 2004 anlässlich der Beisetzung des ehemaligen US-Präsidenten Ronald Reagan und 2015 anlässlich der Gedenkfeier an die Todesopfer des Anschlages in Charleston.
Obwohl das Kirchenlied von einem in den Sklavenhandel verstrickten Euroamerikaner stammt, wurde Amazing Grace von der afroamerikanischen Spiritual- und Gospelszene übernommen. Es wurde von den Blind Boys of Alabama genauso interpretiert wie von Mahalia Jackson, Aretha Franklin oder dem Montreal Jubiliation Gospel Choir und dem Harlem Gospel Choir. Heute zählt Amazing Grace zu den beliebtesten Kirchenliedern der Welt und wird von Angehörigen unterschiedlichster christlicher Konfessionen gesungen. Daneben gilt das Stück als Protestsong gegen die Sklaverei sowie als Hymne christlicher wie nicht-christlicher Menschenrechtsaktivisten.
In den 1960er Jahren erreichte das ursprünglich fast ausschließlich in den USA verbreitete Lied die britischen Inseln. Dort wurde Amazing Grace insbesondere in Dudelsackfassungen populär, auch weil sich Musiker im Zuge des Folk-Revivals verstärkt auf die traditionellen Melodien und Lieder besannen. Daher existieren zahlreiche Instrumentalfassungen insbesondere schottischer Highlanders, von denen die kommerziell wohl erfolgreichste von der Militärkapelle der Royal Scots Dragoon Guards stammt, die 1972 Platz 1 der Verkaufscharts in Großbritannien war.
Bis zum Film Alice’s Restaurant 1969 von Arthur Penn war das Lied außerhalb von Kirchen und Folkfestivals eher unbekannt. 1972 gewann es unter dem Titel Wie das Licht nach der Nacht, gesungen von Siegfried Fietz in freikirchlichen und evangelikalen Gemeinden große Verbreitung mit einer Textübertragung von Renate Wagner.
Im Laufe der Zeit wurde das Lied vielfach bearbeitet und von einer kaum mehr übersehbaren Vielzahl von Künstlern interpretiert. Darunter sind Meryl Streep (1983 in ihrem Film Silkwood), Connie Francis, Ray Price, Vera Lynn, Janis Joplin, Elvis Presley, Judy Collins, Hayley Westenra, Johnny Cash, Yes, Rod Stewart, Willie Nelson, George Jones, Groundhogs, Vicky Leandros, Lena Valaitis (1976), Helmut Lotti, Die Flippers (1991), Ireen Sheer, David Hasselhoff, André Rieu, The Priests, Céline Dion, Steve Morse, Nana Mouskouri, Charlotte Church, LeAnn Rimes sowie Katie Melua und Jessye Norman. 
1985 eröffnete Joan Baez ihren Beitrag zum Live-Aid-Konzert zugunsten der Hungerhilfe in Afrika mit einer Aufführung von Amazing Grace. Mike Oldfield verwendete den Text mit neuer Melodie auf seinem Album The Millennium Bell und auf dem Konzert an der Berliner Siegessäule zum Jahreswechsel 1999/2000. Weiter gibt es Punk- (Dropkick-Murphys-) sowie Heavy-Metal-Versionen (Stryper). Bei der Trauerfeier für die Opfer des Anschlags in Charleston, bei dem am 17. Juni 2015 neun Afroamerikaner getötet worden waren, sang US-Präsident Barack Obama das Lied. Die Hymne Leuchte auf mein Stern Borussia des Fußballvereins Borussia Dortmund basiert ebenfalls auf dem Stück.
Der Song hat sich auch zu einem Jazzstandard entwickelt. Doch der Titel, den Louis Armstrong in den Jazz einführte und der vor allem bei den Marching Bands des New-Orleans-Jazz und im Dixieland häufig zu hören ist, wird im Modern Jazz selten gespielt. Hier sind Interpretationen von Herbie Mann, Archie Shepp, David Murray und Cassandra Wilson hervorzuheben. Auch Diane Schuur und Gabrielle Goodman haben den Song im Jazzkontext gesungen; der Bassist Victor Wooten hat eine Bass-Version des Titels veröffentlicht. Der Komponist Ben Johnston, ein wichtiger Vertreter der Extended Just Intonation, gestaltete sein 4. Streichquartett Ascent. Amazing Grace als eine über zehnminütige Variation in reiner Stimmung über das Lied.
Im Januar 2021 sang Garth Brooks das Lied bei der Inauguration Joe Bidens vor dem Capitol.